# Microregione di Sertão de Senador Pompeu
Sertão de Senador Pompeu è una microregione dello Stato del Ceará in Brasile, appartenente alla mesoregione di Sertões Cearenses.

## Comuni
Comprende 8 municipi:
- Acopiara
- Deputado Irapuan Pinheiro
- Milhã
- Mombaça
- Pedra Branca
- Piquet Carneiro
- Senador Pompeu
- Solonópole